# 스베틀라나 루수
스베틀라나 루수(루마니아어: Svetlana Rusu, 1972년 4월 9일 ~ )는 몰도바 여성 정치인 겸 외교관이다.
그녀는 2009년에서 2014년까지 몰도바 공화국 의회 의원을 지내었으며 의회 의원 직위 퇴임 후 2016년 5월 31일에서 2016년 6월 3일까지 중화인민공화국 방문하던 시절 쑨쩌(孫澤)라는 중국어 이름을 사용하였다.